# Zheng Dekun
Zheng Dekun (郑德坤,  Chêng Tê-k'un) (* 1907; † 2001) war ein chinesischer Archäologe aus Siming, Xiamen (Amoy), in der Provinz Fujian. Zheng graduierte an der Yanjing-Universität, westliche Stationen seines Lebens waren unter anderem die Harvard University und die University of Cambridge. Er war Professor für schöne Künste (fine arts) an der Chinese University of Hong Kong.
Seine Archaeology in China erschien von 1959 bis 1963 in drei Bänden (Prehistoric China, Shang China, Chou China) mit einem Supplementband: New light on prehistoric China (1966). Weitere Werke von ihm sind Archaeological Studies in Szechwan (Cambridge : University Press, 1957) und Studies in Chinese archaeology (Hong Kong: Chinese Univ. Press, 1982). 